# رابین ریکر
رابین ریکر (انگلیسی: Robin Riker؛ زادهٔ ۲ اکتبر ۱۹۵۲) یک هنرپیشه اهل ایالات متحده آمریکا است. وی از سال ۱۹۷۶ میلادی تاکنون مشغول فعالیت بوده‌است.